# 120, Rue de la Gare
120, Rue de la Gare è un romanzo poliziesco/noir del 1943 scritto da Léo Malet. È il primo di una serie di romanzi con protagonista l'investigatore privato Nestor Burma.

## Trama
Nestor Burma deve scoprire l'assassino di Bob Colomer, suo socio all'agenzia di investigazioni Fiat Lux. C'è la guerra, Burma è appena tornato dal campo di prigionia e vede per caso Colomer davanti alla stazione di Perrache. Proprio quando i due si riconoscono e stanno per incontrarsi dopo tanto tempo, Colomer cade a terra, freddato da un colpo di pistola. Prima di morire riesce però a sussurrare all'amico un indirizzo: 120, rue de la Gare. Lo stesso che Burma aveva sentito ripetere all'ospedale militare da un prigioniero colpito da amnesia che non ricordava nemmeno il proprio nome. Sulla scena del delitto c'è una ragazza armata. È lei l'assassina?

## Opere derivate
- Nel 1946 il libro è stato adattato per il cinema nell'omonimo film diretto da Jacques Daniel-Norman, con René Dary nel ruolo di Nestor Dynamite Burma[1].
- Dal romanzo il disegnatore di fumetti Jacques Tardi ha tratto un racconto, pubblicato anche in Italia.[2]

## Edizioni
- Léo Malet, 120, Rue de la gare, S.E.P.E., Paris 1943
- Léo Malet, 120, rue de la Gare, préface et bibliographie par Francis Lacassin, Fleuve Noir, Paris 1983
- Léo Malet, 120, rue de la Gare: un caso per Nestor Burma, a cura di Eugenio Rizzi, Editori riuniti, Roma 1996
- Léo Malet, 120, rue de la Gare, traduzione di Federica Angelini, Fazi, Roma 2003
- Léo Malet, Jacques Tardi, 120, rue de la Gare: un caso per Nestor Burma, traduzione di Gualtiero De Marinis, BUR, Milano 2008